# The Intruders (film 2015)
The Intruders è un film canadese del 2015 diretto da Adam Massey.

## Trama
Nove mesi dopo il suicidio della madre schizofrenica Sophia, la ventenne Rose Halshford si trasferisce a Chicago con suo padre Jerry, un architetto che vuole aiutare la figlia a far fronte alla loro perdita. Rose, che ha sospeso i suoi studi alla Stanford University per un semestre, non si sente a suo agio nella nuova e antica casa, diventando subito diffidente all'ambiente.
Dopo aver parlato con la vicina Leila Markby, quest'ultima conferma che la casa potrebbe avere un passato oscuro. Rose si insospettisce nei confronti di Howard, il padre di Leila, a causa del suo strano comportamento. La ragazza conosce il giovane Noah Henry, incaricato di partecipare ai lavori di strutturazione della sua casa, e fa amicizia con lui mentre cerca di scoprire i segreti che circondano la storia della casa.
Mentre esplora l'abitazione, Rose trova una collana, la testa di una bambola, e vari indizi che conducono a una donna di nome Rachel, la quale in precedenza viveva nella casa. Noah riferisce a Rose che, pochi giorni prima del loro trasferimento, aveva visto la finestra della sua stanza sbarrata con un lucchetto alla porta. Jerry è però scettico ai timori della figlia, ritenendo che stia delirando a causa del lutto per la madre.
Rose scopre che, in quella casa, la giovane tossicodipendente Rachel Winacott era stata ospitata da una donna di nome Cheri Garrison e da suo figlio Marcus, prima che la ragazza scomparisse. Howard era il principale sospettato, ma fu assolto in quanto venne dichiarato che Rachel fosse scappata di sua volontà. Una sera Noah invita Rose a una festa e si bacia con lei; al contempo, Leila scompare dopo essere passata a casa di Rose per cercarla.
Una notte Rose si sente male dopo aver bevuto del succo, cadendo dalle scale nel fuggire da una persona nelle sue stanze. Afferma che la sua bevanda era stata drogata, ma Jerry ritiene che abbia abusato delle pillole. Noah le scrive un messaggio in cui le spiega che la casa presenta una stanza nascosta e Rose va a indagare, trovando un filmato di violenze inflitte a Rachel. Viene poi attaccata da Marcus, il quale si scopre aver ucciso la ragazza e Cheri dopo che quest'ultima lo aveva costretto a recludere Rachel. Marcus costringe Rose a indossare l'abito di Rachel e cerca di violentarla, ma Rose riesce a scappare. Scopre che Leila è ancora viva, legata e rinchiusa in casa da Marcus; successivamente, grazie anche all'intervento di Jerry, Marcus viene arrestato.
Al termine di tutto, Rose si trasferisce nuovamente con suo padre e riprende gli studi, oltre a mettersi con Noah. A un certo punto crede di vedere Marcus che la pedina, ma poi realizza che era solo un'allucinazione.

## Produzione e distribuzione
Il film è uscito in Italia in DVD il 29 aprile 2015.